# Langeland (Danemark)

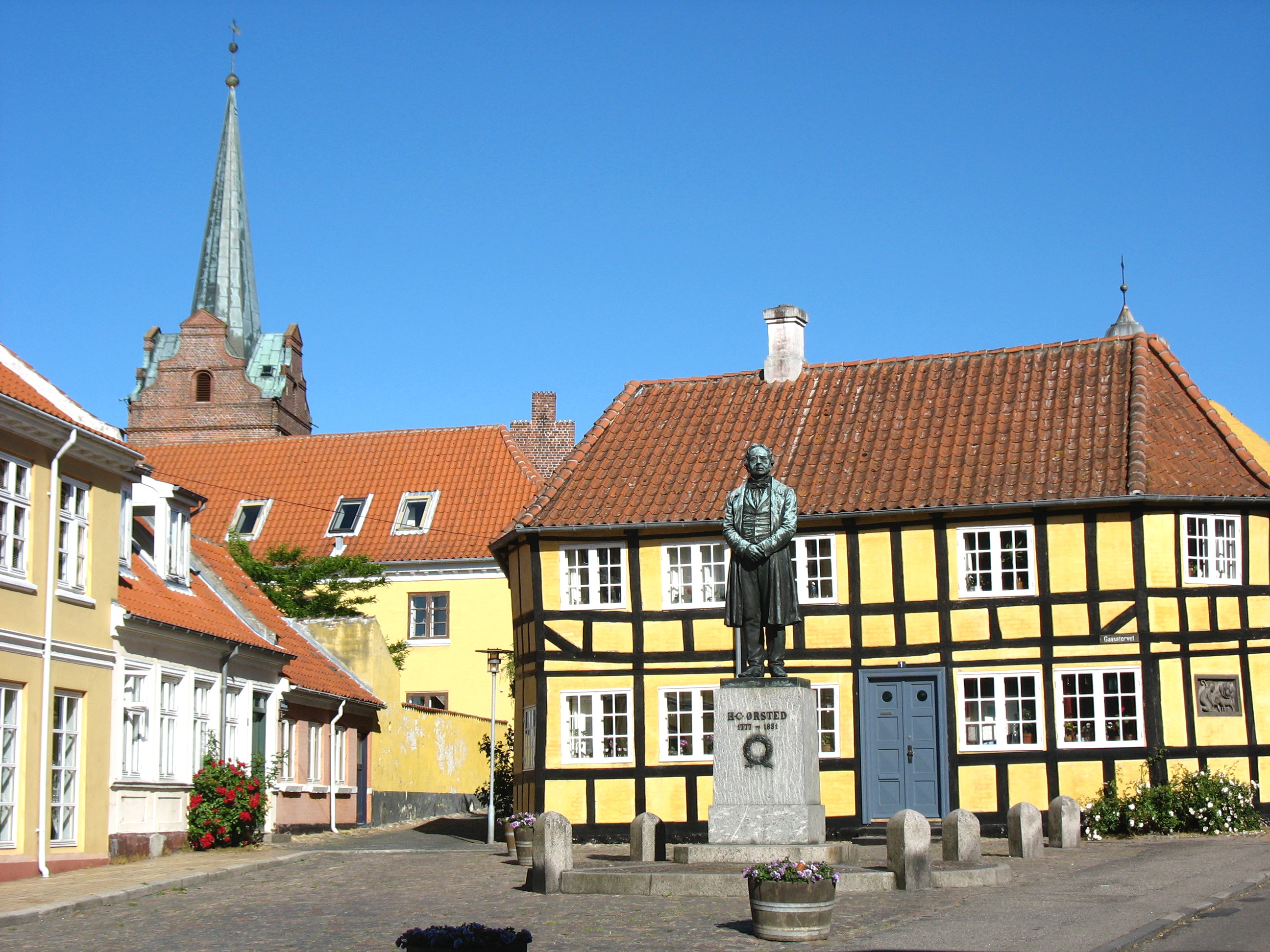
Rudkøbing.

Langeland est une commune du Danemark de la région du Danemark-du-Sud, qui tient son nom de l’île dont elle épouse le territoire. Elle comptait 12 358 habitants en 2019, pour une superficie de 284 km2.
Langeland est le résultat du rassemblement des trois anciennes communes de Rudkøbing, Sydlangeland et Tranekær.

## Histoire
Durant la période maglemosienne, les habitants de l'île désertaient l'intérieur des terres pour se rapprocher des côtes lors des saisons hivernales, bien que quelques huttes bâties pour le froid aient été retrouvées à Flaadet. Plusieurs cimetières datant du néolithique ont été retrouvés, et une étude (Ebessen, 1992) dénombre 6 squelettes en bon état de conservation

## Géographie
L’île fait partie de l'espace maritime Cattégat, Øresund et Belts. La côte orientale de l'île baigne le Langelandsbelt, un prolongement du Grand Belt. La côte occidentale s'ouvre sur le Slø Sund. Langeland est reliée à la Fionie par une succession de pont via Siø et Tåsinge.
La ville principale est Rudkøbing. Les paysages relativement accidentés du sud de l'île témoignent de l'activité des glaciers au quaternaire. Ils y ont laissé des buttes morainiques caractéristiques que l'on retrouve un peu partout au Danemark.

## Personnalités liées à la commune
- Elisa von Ahlefeldt (1788-1855), est une écrivaine germano-danoise née au château de Tranekær situé dans cette commune.
- Roswitha Lüder, peintre allemande ouvre un atelier dans la commune en 1996[3].